# Ричерт (блюдо)
Ри́черт (нем. Ritschert, словен. Ričet) — традиционное австрийское, словенское, хорватское и баварское блюдо. Это густой суп или ячменная каша, сваренная с фасолью. Содержит ячмень, фасоль, картофель, морковь, петрушку, сельдерей, лук-порей, помидоры, лук, чеснок и мясо, обычно свинину (копчёную), часто рёбрышки. Перед подачей мясо вынимают, снимают с кости и нарезают небольшими кусочками. Также иногда используют мясо птицы. Добавив больше воды, его можно легко превратить в густой суп.

## Этимология
Слово ričet характерно для центральной части Словении, в том числе Любляны, и происходит из Штирии, от немецкого ritschet или ritschert. Предположительно ričet происходит от двух немецких выражений: rutschen — «скользить» и rutschig — «скользкий». Действительно, ричерт — довольно жирное блюдо.
Также происхождение термина возможно связано со швабским словом Rutsch: неглубокая глиняная посуда.

## История
В Австрии блюдо готовили с древнейших времён. Археологические находки в соляных шахтах в австрийском Халльштатте показывают, что ричерт служил пищей в железном веке. Питательное блюдо готовили прямо в горах, как показывают остатки пищи приставшие к кухонной утвари, сохранившейся благодаря соли, а также экскременты горняков. Использовались бобы (фасоль), ячмень, просо и, как показывают находки костей, свинину. Помимо прочего, оно было приправлено черемшой.
Первое письменное упоминание о блюде без его названия принадлежит итальянскму юристу Паоло Сантонино, который в 1485 году упоминает блюдо как «ячмень в жирном мясном супе» в отчете о трапезе в долине Гайльталь (Восточный Тироль, Каринтия). Впервые это слово было упомянуто в 1534 году в поваренной книге монастыря Тегернзее как ru(e)tschart.